# دانيال شاربونو
دانيال شاربونو هي مقدمة برامج إذاعية كندية، ولدت في 1953 في برينس روبيرت في كندا.